# Marianna Bulgarelli
Marianna Bulgarelli, coneguda com la Romana (Roma, 1684 - ibídem, 26 de febrer de 1734) fou una soprano que durant vint-i-cinc anys es va fer aplaudir als principals teatres d'Itàlia, retirant-se el 1730 amb una fortuna adquirida en l'escena i que va saber emprar digna i generosament. Fou protectora del poeta Metastasio.